# Gotico chiaramontano

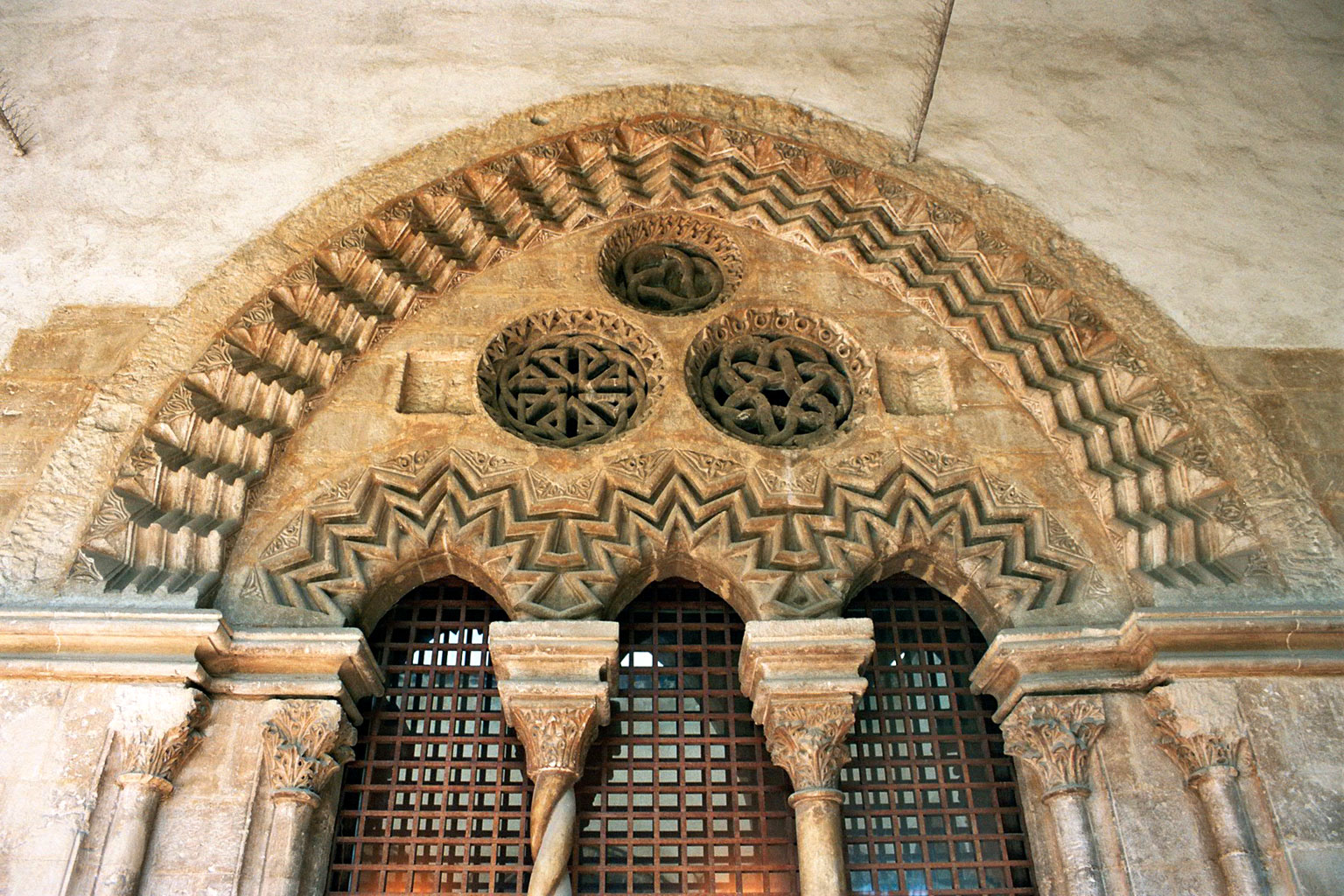
Trifora chiaramontana al Palazzo Chiaramonte-Steri di Palermo, chiaro esempio dello stile

Il Gotico chiaramontano o stile chiaramontano è una corrente dell'arte gotica sviluppatasi in Sicilia durante il dominio della famiglia Chiaramonte, a lungo Conti di Modica.

## Storia
Nel XIV secolo si diffuse in Sicilia uno stile architettonico che prese il nome di Stile chiaramontano. Si tratta di applicazioni in pietra con modanature a zig zag di derivazione anglo-normanna (bastoni rotti), incastonate nelle ghiere merlettate di portali e bifore a sesto acuto, con il fine da rendere più suggestive e abbellire le facciate esterne ed interne di Chiese, Palazzi, Monasteri, conventi e ospedali.
Già nel Trecento la famiglia dei Chiaramonte aveva costruito un considerevole numero di edifici religiosi, civili e militari, molti dei quali ancora esistenti, nel Vallo di Mazara, in Sicilia, e nella contea di Modica.

## Lo stile

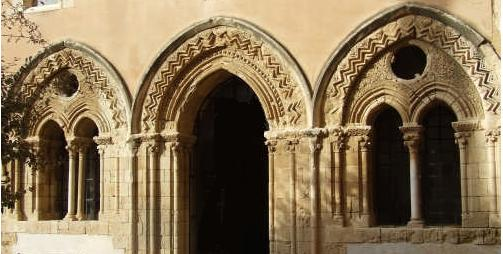
Monastero di Santo Spirito ad Agrigento

Resti di questo stile vengono rilevate anche nella Francia, in Normandia, in diverse località dove ancora si notano monumenti decorati con la stessa modanatura a zig zag. Ciò fa presupporre che i Chiaramonte iniziarono la loro opera di abbellimento già due secoli prima dell'invasione normanna della Sicilia. I Chiaramonte, potenti in Sicilia per quasi tutto il Trecento, dimostrarono la loro influenza anche attraverso le numerose costruzioni di edifici civili e di culto, imponendo quale proprio sigillo artistico, che divenne poi il marchio di famiglia, la modanatura a zig zag, d'origine anglo-normanna, e in uso nel nord della Francia dal XI secolo, ed adottata nei portali, nelle colonne e nelle bifore.
Ad Agrigento, ed in parecchi centri della Provincia di Agrigento, questo stile Chiaramontano ebbe una presenza maggiore rispetto ad altri siti siciliani, anche perché la città demaniale di Girgenti, per un certo periodo, si trovò sotto la giurisdizione diretta della famiglia che la fece diventare una perla dell'architettura trecentesca. Nonostante le congiure, le condanne a morte dei discendenti maschi e la confisca dei beni, i Chiaramonte hanno lasciato nella città di Agrigento molte tracce della loro presenza, nelle architetture dei monumenti e palazzi.

## Principali edifici

### Provincia di Agrigento
- Chiesa e monastero delle Vergini di Santo Spirito dell'Ordine cistercense,[4] primitivo Hosterium di Agrigento
- Hosterium Magnum o Seminario vescovile del piano della cattedrale di Agrigento
- Chiesa di Santa Maria dei Greci di Agrigento
- Convento di San Domenico di Agrigento
- Convento di San Francesco di Agrigento
- Primitiva chiesa madre di Santa Maria Mater Salvatoris di  Bivona
- Castello di Naro
- Castello di Favara
- Castello di Montechiaro di Palma di Montechiaro
- Castello di Racalmuto

### Provincia di Caltanissetta
- Castello di Mussomeli

### Provincia di Catania
- Chiesa di San Giovanni de' Fleres
- Chiesa di Santa Maria della Valle di Josaphat

### Provincia di Messina
- Portale della chiesa di Santa Caterina da Siena di Montalbano Elicona.
- Portali della Chiesa di Chiesa di San Michele in Savoca.
- Casa con bifora in Savoca.
- Arco Durazzesco di Forza d'Agrò.

### Provincia di Palermo
- Castello di Caccamo
- Chiesa di Maria Santissima Assunta di Castelbuono
- Palazzo Chiaramonte-Steri o Hosterium Magnum di piazza Marina di Palermo[4]
- Chiesa di Sant'Agostino di Palermo
- Chiesa di San Francesco d'Assisi di Palermo[4]
- Chiostro di San Domenico di Palermo[4]
- Campanile della chiesa di Sant'Antonio Abate[4]
- Cappella del Santissimo Crocifisso, ambiente destinato alle sepolture dei componenti del casato documentato nella chiesa di San Nicolò alla Kalsa[4]

### Provincia di Ragusa
- Castello di Modica
- Chiesa del Carmine di Modica
- Chiesa di Santa Maria di Betlem di Modica

### Provincia di Siracusa
- Palazzo Montalto

## Galleria d'immagini

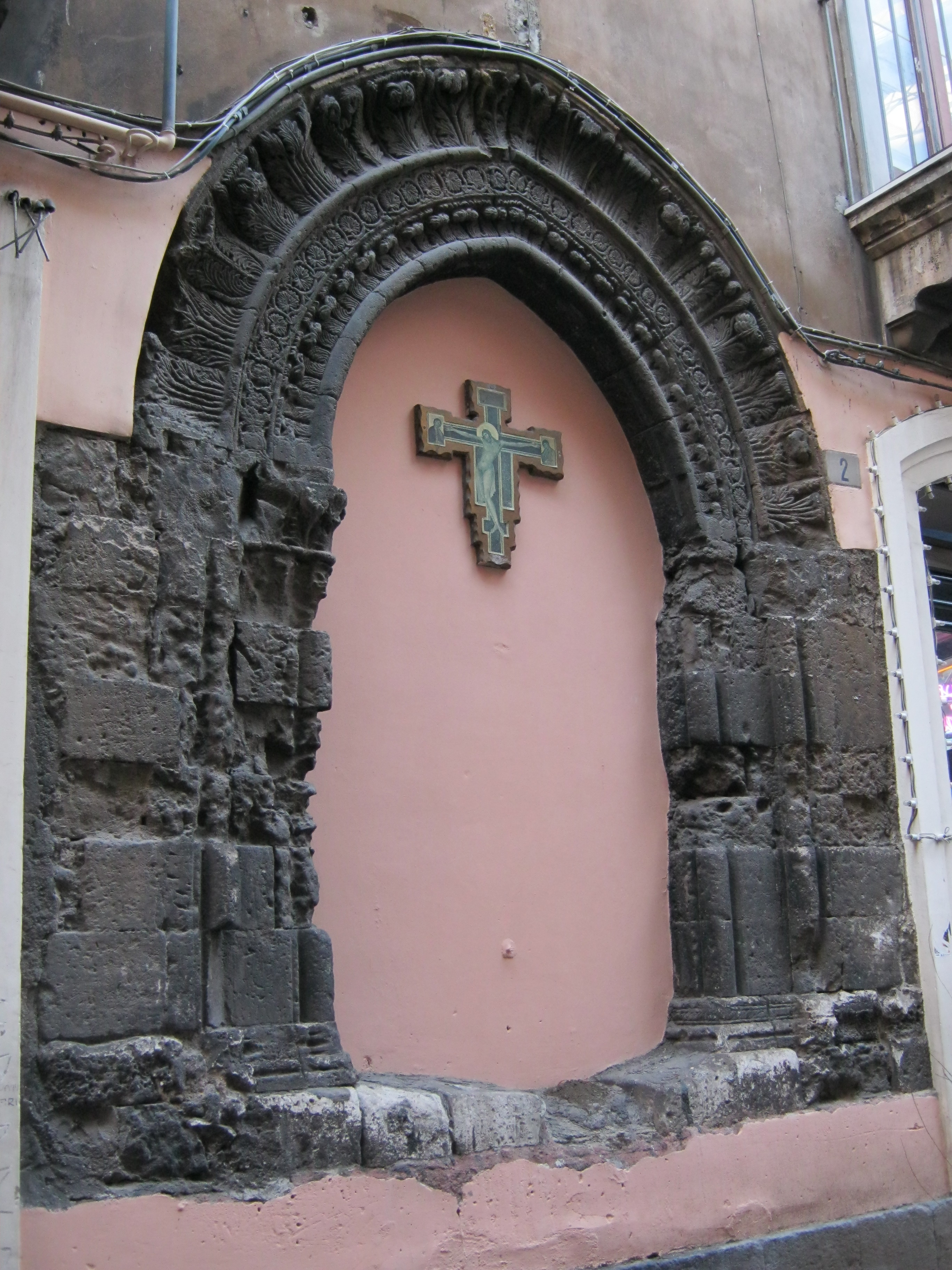
Arco di San Giovanni de' Fleres (Catania)
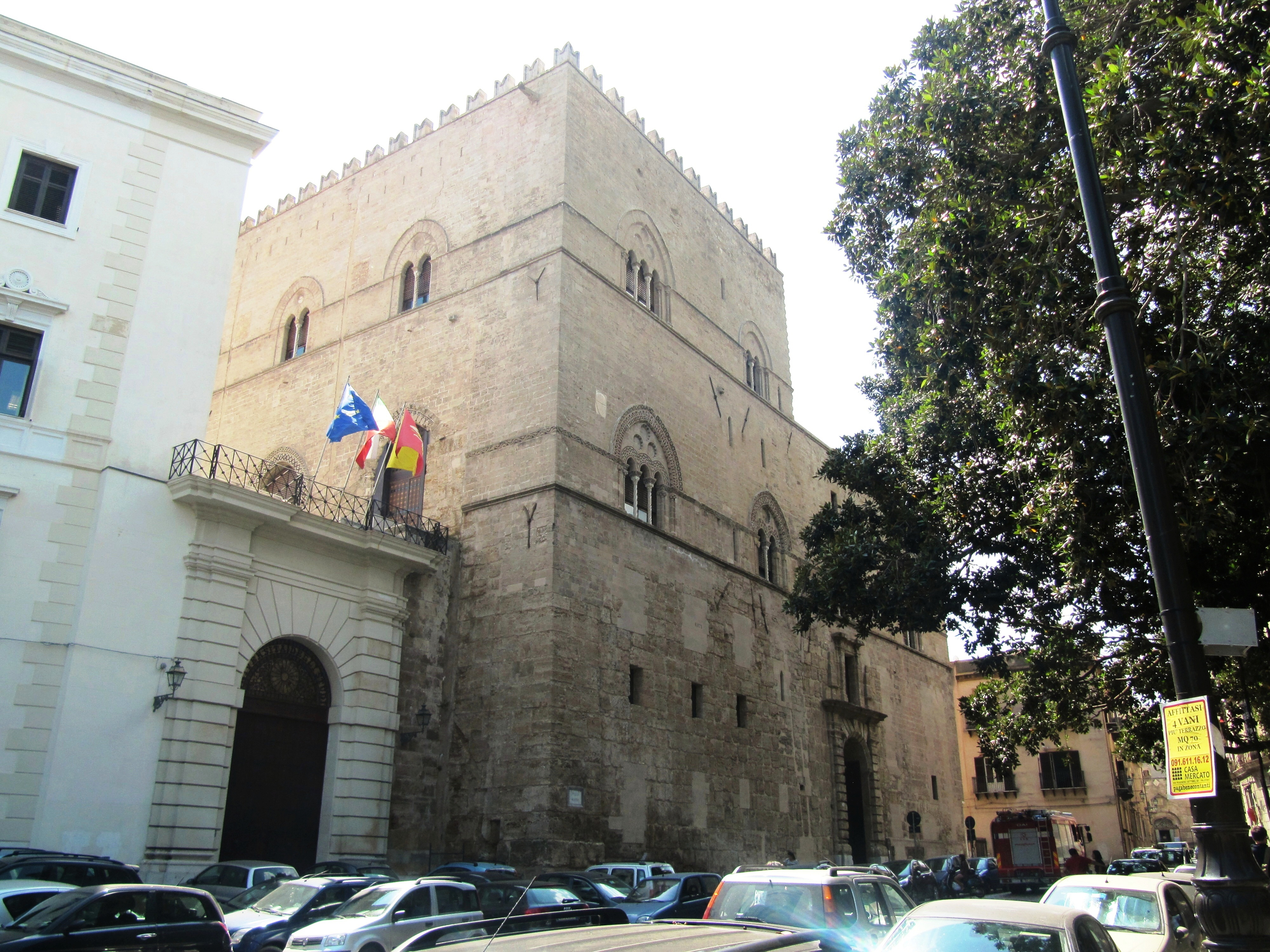
Palazzo Chiaramonte-Steri a Palermo
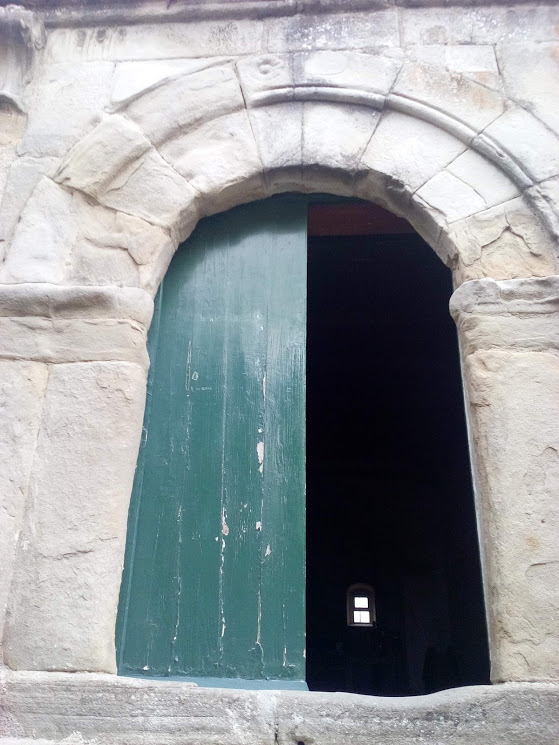
Portale della chiesa di Santa Caterina a Montalbano Elicona
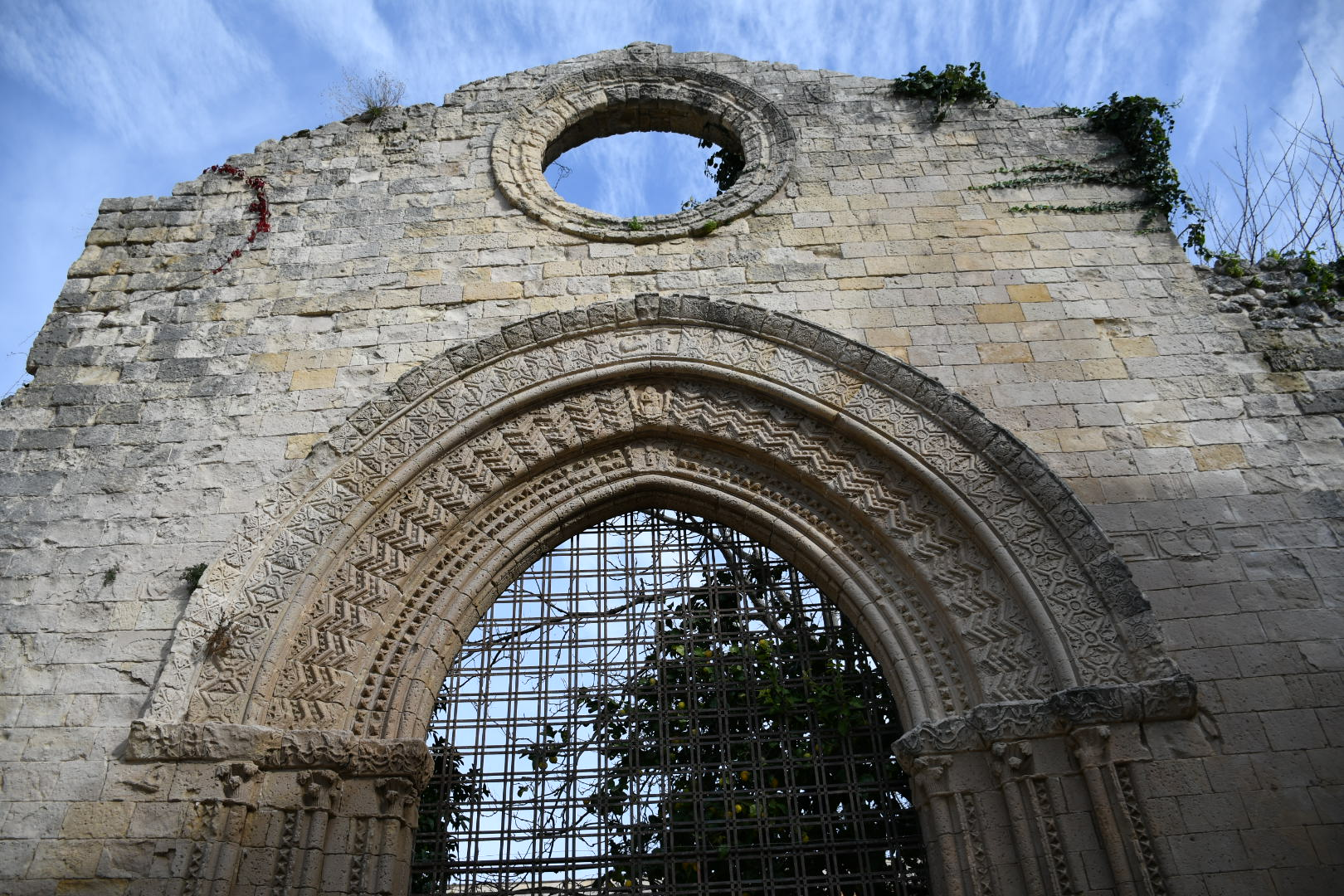
Portale dell'antica chiesa madre chiaramontana di Bivona
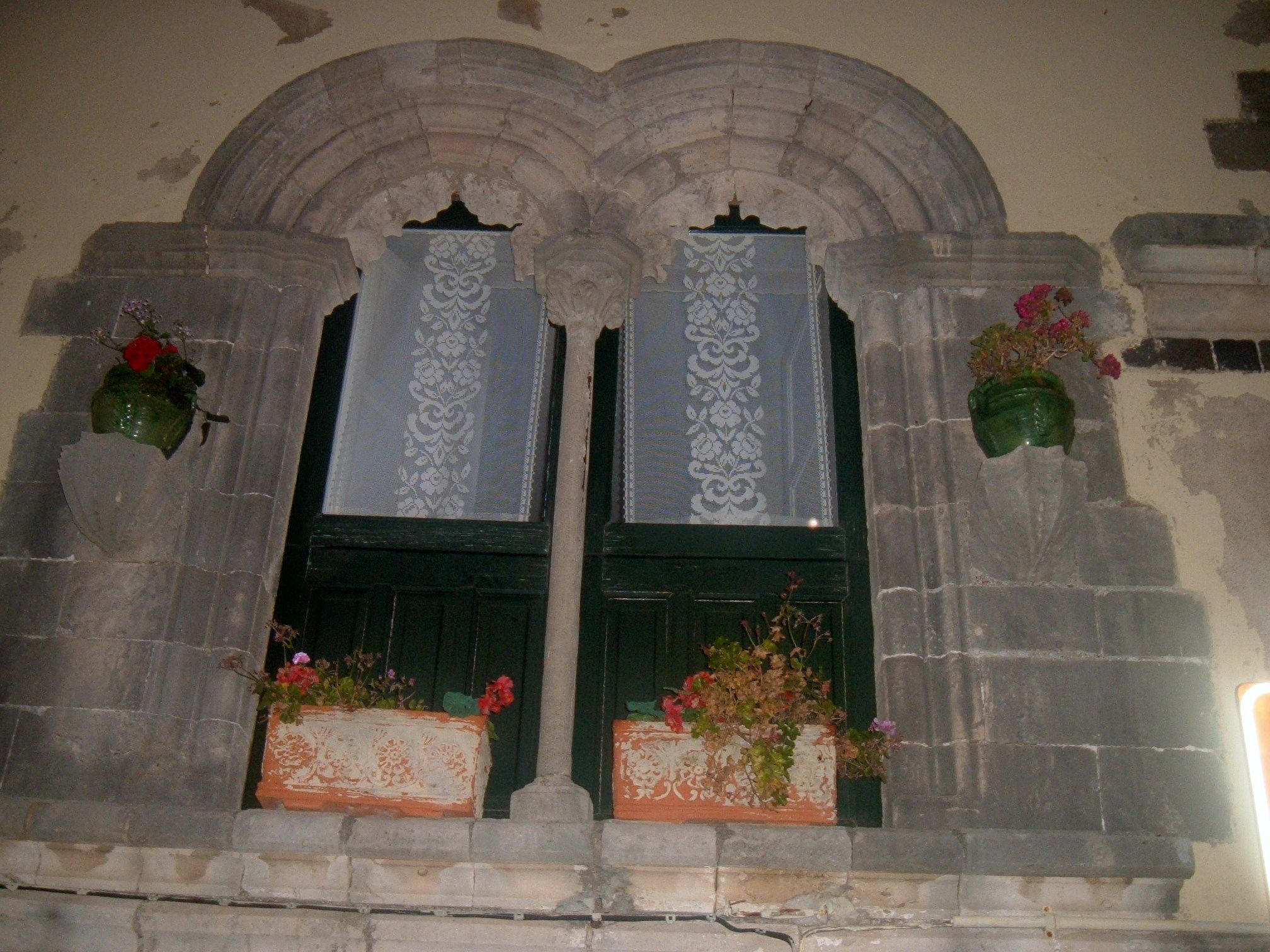
Particolare della casa con bifora di Savoca
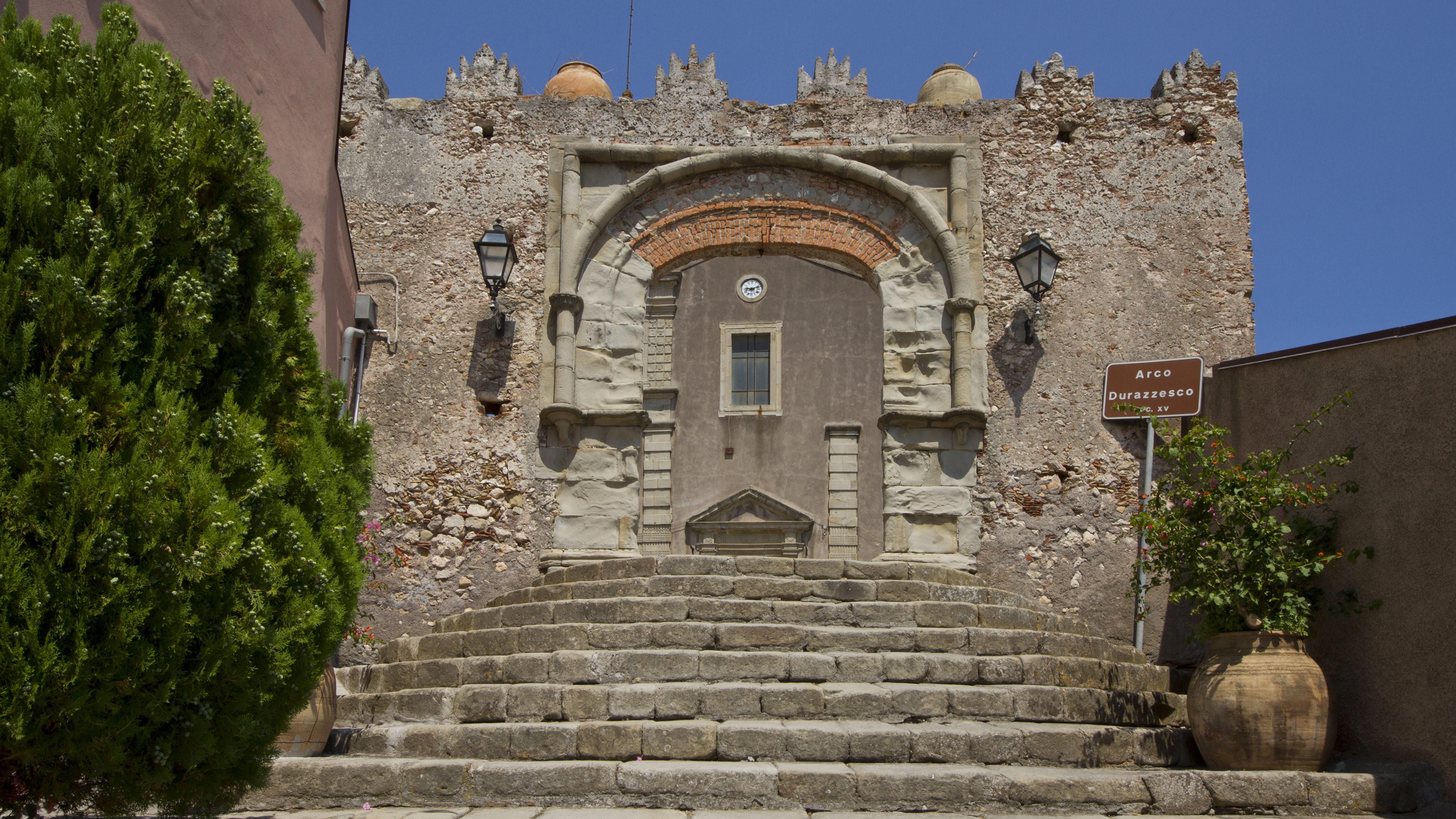
L'Arco Durazzesco di Forza d'Agrò